# Renesmee Carlie Cullen
Renesmee Carlie Cullen Swan  es un personaje ficticio de la novela de Stephenie Meyer, Amanecer (Breaking dawn en su título original en inglés). Es la hija semi-vampiro (vampira/humana) de Edward Cullen y Bella Swan, nació el 10 de septiembre del 2006. Tres días antes del cumpleaños de su madre.
Su nombre lo creó su madre Bella haciendo una fusión entre los nombres de Renée (madre de Bella) y Esme (madre de Edward) que se pronuncia Ruhnezmay, al igual que su segundo nombre, combinación de Charlie (padre de Bella) y Carlisle (padre de Edward). No obstante, Renesmee es más conocida por el apodo otorgado por Jacob Black, Nessie aunque a veces le dice Ness, porque él dice que su nombre original fue sacado de un trabalenguas. A Bella no le gusta que llamen así a su hija, ya que es el nombre del monstruo del lago Ness y piensa que la consideran una especie de monstruo vampiro.
En la versión cinematográfica fue interpretada por Mackenzie Foy en su etapa de niña.

## Biografía
Renesmee Carlie Cullen Swan nació el 10 de septiembre de 2006. Es la hija híbrida (vampira/humana) de Edward y Bella, del clan de los Cullen.
Es concebida inesperadamente en Isla Esme durante la luna de miel de sus padres. El embarazo dura veintiocho días, en lugar de los nueve meses normales. Mientras se desarrolla, le rompe varios huesos a su madre además de alterar su salud en varios sentidos. Su padre está en contra de su existencia puesto que cree que su nacimiento acabará con la vida de Bella, además de que no tiene idea alguna de qué clase de criatura podrá ser. Pero casi al final del embarazo Edward puede leer los pensamientos del bebé. Cuando a Bella le hacen la cesárea Jacob esta ahí y le dice a Edward que aleje a esa cosa de él.
Cuando Jacob va dispuesto a matar a Renesmee, ella lo mira a los ojos y él se imprima. 
En sus primeros días bebe sangre humana, gracias a su abuelo Carlisle, quien se la suministra del banco de sangre del hospital, pero luego se acostumbra a la dieta vegetariana. También tiene la capacidad de nutrirse con comida normal pero no la prefiere. Un día sale de caza con su madre y Jacob, e Irina, una vampira del clan de Denali, ve a Renesmee junto a Jacob convertido en lobo. Bella logra verla antes de que escape. Irina confunde a Renesmee con un niño inmortal y va a Italia a denunciar al clan de los Cullens ante los Vulturis,  ya que está prohibido crear niños vampiros, debido a que estos, a pesar de ser irresistiblemente adorables, no hacen nada de lo que se les enseña y en unas de sus rabietas pueden destruir una ciudad o incluso un país entero, además secretamente, lo hace por venganza, porque la manada de Jacob había asesinado a Laurent, de quien ella había estado enamorada, con la excusa de que a su madre la habían matado los Vulturis por haber creado niños inmortales, lo cual les causó muchos problemas ya que ellos no podían controlarse.
Al enterarse de esto, los Cullen convocan a vampiros de todo el mundo para utilizarlos como testigos. Cuando llegan los Vulturis a tratar el asunto, les muestran que Renesmee no es una niña inmortal, que ella crece y aprende con enorme rapidez, pero no convencidos con los testigos que presentan, los Vulturis dicen que no saben cómo reaccionar ya que no hay aparentemente, ninguna forma de saber el porvenir de la niña y si posteriormente será un peligro para la comunidad vampírica, en ese momento llegan Alice y Jasper con Nahuel, un indígena de 150 años que, como Renesmee, es mitad humano y mitad vampiro y este explica que no causa problemas, que sabe vivir responsable de su naturaleza, que puede nutrirse con sangre y comida normal y que sus «hermanas» no tienen ponzoña al igual que Renesmee. El transformó a su tía materna que sustituyó a su madre, tras ella morir en el parto. Los Vulturi evalúan la situación y dado que no encuentran ninguna excusa válida para eliminar a Renesmee, deciden retirarse ya que Alice les muestra una visión en la que son asesinados por los Cullen y la manada de lobos, pero antes matan a Irina por su gran error y su falta de precisión en la información.

## Físico
Según Bella y Jacob, Renesmee se representa siendo inmensamente hermosa. Ella ha heredado tanto la mirada de su padre como su inusual color cobrizo del pelo y rizado con rizos que caen más allá de su cintura.
Tiene la piel pálida y mejillas sonrojadas pues su corazón bombea sangre, con un ritmo más rápido que un corazón humano normal, tiene la temperatura corporal unos grados más elevado de lo normal pero según Bella no es tan caliente como Jacob. A diferencia de su familia, la piel de Renesmee se ilumina un poco al sol como si fuese de alabastro y no brilla como diamantes.  Su aroma es un equilibrio entre vampiro y humano, con suficiente olor a vampiro para evitar que sea demasiado apetitoso para los vampiros y a diferencia de su padre ella tiene una sonrisa con hoyuelos.

## Personalidad
Renesmee se representa como una niña inteligente (de manera abrumadora) y amante de la diversión. Tiene el don de poder mostrarles a los demás lo que ella está imaginando o pensando y es un don extraño, ya que según su abuelo Carlisle, ella heredó los dones de sus padres pero al revés, para comunicarse con los demás prefiere no hablar en voz alta y en su lugar usa su poder, porque no encuentra palabras suficientes para describir sus sentimientos. Si la mente de un vampiro es muy superior a la de un ser humano, la mente de Renesmee se puso a toda marcha, incluso antes de haber nacido y por eso se entera de que sus movimientos en el vientre hacen daño a su madre, y trata de detenerlos. Bella comenta que es más inteligente que la mayoría de los adultos y tiene un mejor control de la sed que cualquiera de ellos. 
Le gusta escuchar las voces de sus padres y muestra afecto hacia Jacob de una forma un tanto posesiva. Aprende las leyes de vampiros y sus limitaciones muy rápidamente y comprende sus consecuencias. Puede memorizar perfectamente cualquier cosa que observa o experimenta y entiende a la gente sin mucho problema.
Su dieta puede constar de cualquier alimento humano o incluso la sangre animal o humana. No le gusta mucho la alimentación humana y rara vez se alimenta de ella. No le importa beber sangre de animales con el fin de ajustarse al estilo de vida vegetariano y por su amor por los seres humanos. Sin embargo, como la mayoría de los vampiros, prefiere la sangre humana y ve la sangre donada que le puede conseguir Carlisle, como un compromiso aceptable. Dadas las dificultades en la adquisición de suficiente sangre donada y con el fin de alentar a Renesmee a beber sangre de animales, Jacob  comienza una competición amistosa con ella: la caza de la presa más grande, lo que la mantiene motivada. Es muy competitiva, lo que la empuja a aceptar los desafíos de caza de Jacob, esto la motiva a beber sangre de animales. Su velocidad es como la de un vampiro normal, por lo que le encanta hacer carreras con Jacob cuando va de caza. También le gusta leer libros y escuchar música (al igual que sus padres) y escuchar cuentos.